# Броди (Келецький повіт)
Броди (пол. Brody) — село в Польщі, у гміні Пежхниця Келецького повіту Свентокшиського воєводства.
Населення — 137 осіб (2011).
У 1975-1998 роках село належало до Келецького воєводства.

## Демографія
Демографічна структура на день 31 березня 2011 року:
|          | Загалом | Допрацездатний вік | Працездатний вік | Постпрацездатний вік |
| -------- | ------- | ------------------ | ---------------- | -------------------- |
| Чоловіки | 68      | 14                 | 49               | 5                    |
| Жінки    | 69      | 13                 | 45               | 11                   |
| Разом    | 137     | 27                 | 94               | 16                   |